# Сен-Ромен-де-Кольбоск
Сен-Ромен-де-Кольбоск (фр. Saint-Romain-de-Colbosc) — город на севере Франции, регион Нормандия, департамент Приморская Сена, округ Гавр, центр одноименного кантона. Расположен в 20 км к востоку от Гавра, в 12 км от автомагистрали А 131.
Население (2018) — 4 172 человека.

## Достопримечательности
- Шато Громениль
- Лепрозорий XV века

## Экономика
Структура занятости населения:
- сельское хозяйство — 0,6 %
- промышленность — 14,2 %
- строительство — 5,2 %
- торговля, транспорт и сфера услуг — 48,0 %
- государственные и муниципальные службы — 32,0 %

Уровень безработицы (2017) — 9,2 % (Франция в целом —  13,4 %, департамент Приморская Сена — 15,3 %). 

Среднегодовой доход на 1 человека, евро (2018) — 23 390 (Франция в целом — 21 730, департамент Приморская Сена — 21 140).

## Демография
Динамика численности населения, чел.

## Администрация
Пост мэра Сен-Ромен-дю-Кольбоск с 2020 года занимает Клотильда Одье (Clotilde Eudier). На муниципальных выборах 2020 года возглавляемый ею правый список победил в 1-м туре, получив 55,78 % голосов.
| Период | Период | Фамилия          | Партия                         | Примечания                                                        |
| ------ | ------ | ---------------- | ------------------------------ | ----------------------------------------------------------------- |
| 1953   | 1977   | Анри Одьевр      | Союз за французскую демократию | фермер, член Генерального совета департамента                     |
| 1977   | 1995   | Ален Жибе        | Разные правые                  | государственный служащий                                          |
| 1995   | 2008   | Жан Дюпе         | Союз за французскую демократию | эксперт-геодезист                                                 |
| 2008   | 2020   | Бертран Жирарден | Разные правые                  | ветеринар                                                         |
| 2020   |        | Клотильда Одье   | Разные правые                  | сельский арендатор, вице-президент Регионального совета Нормандии |

## Прочее
Сен-Ромен-де-Кольбоск известен своей кровяной колбасой (черным пудингом), состоящим из свиной крови, сырого лука и сливок. Его особенность заключается в том, что в его середину кладется кусок бекона. 

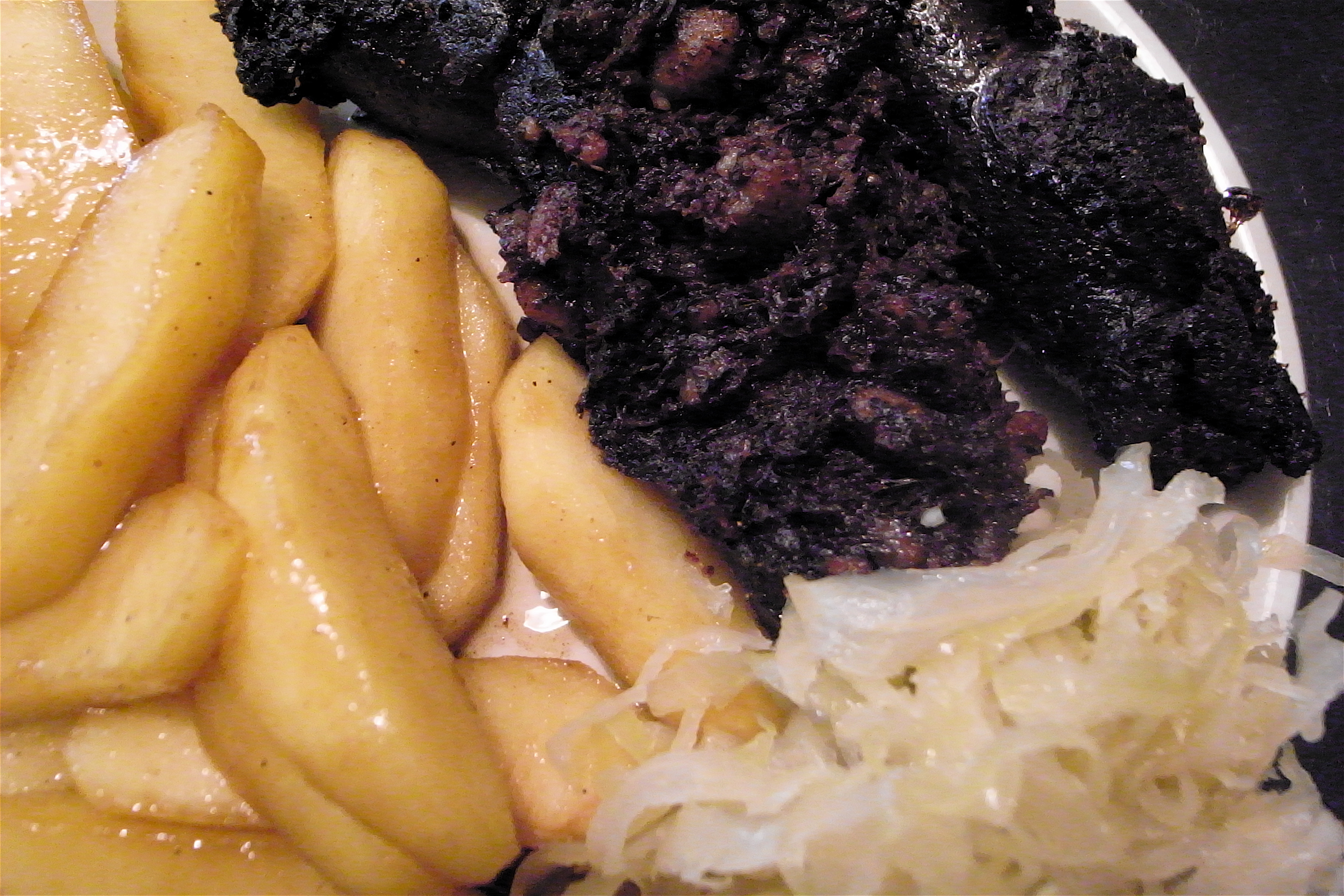
Кровяная колбаса Сен-Ромен-де-Кольбоск с карамелизированным картофелем